# El mago de los sueños (personaje)
El mago de los sueños es un personaje de la película El mago de los sueños. Fue creado por Francisco Macián y Andy Russell puso su voz al personaje.
Es una especie de duende con gafas, muy pequeño, y con un sombrero de punta, cuya tarea principal es vencer a Don Coco Quitasueños y lograr que los niños consigan dormirse y poder contarles un sueño. Cada uno de los niños de la Familia Telerín tiene un sueño, el que intenta dejar un mensaje al espectador infantil. Las historias comienzan con el sueño de Cuquín, el más pequeño de los Telerines y finaliza con el sueño de Colitas.
- Datos: Q5825621